# Abrene
Abrene (letó: Abrenes apriņķis) era un raion o districte de la República de Letònia. La seva àrea era de 4292 km², i va ser format el 1925 en unir la part meridional del raion de Ludza i la part occidental de la regió d'Ostrov. El seu nom original va ser raion de Jaunlatgale (Nova Latgàlia), però el nom va ser canviat a Abrene el 1938. El districte incloïa els pobles de Balvi i Abrene i 14 llogarets. Les parròquies civils (Letó: pagasti) que formaven el districte van ser reorganitzades tres vegades (eren 12 el 1929, 13 el 1935, i 15 el 1940). Sis de les parròquies civils orientals (Purvmalas, Linavas, Kacēnu, Upmalas, Gauru i Augšpils), a més d'Abrene (un total de 1.293,6 km², o 35.524 habitants) van ser units a la República Socialista Federativa Soviètica de Rússia el 1944. Aquesta part de l'antic districte de Abrene és avui part de la Federació Russa, coneguda com el raion de Pytalovo de l'óblast de Pskov, a la frontera amb Letònia. L'expressió "regió d'Abrene" sol referir avui dia a la part a l'actual Federació Russa, tot i que gairebé tres quartes parts de l'antic districte estan a Letònia.